# Gary Langford
R. Gerald (Gary) Langford (Susquehanna County, 1940) is een Amerikaanse componist, muziekpedagoog, dirigent en trompettist.

## Levensloop
Langford studeerde aan de Bucknell Universiteit in Lewisburg en behaalde zijn Bachelor of Science in muziekopleiding. Hij deed zijn dienst in het leger van de Verenigde Staten als muzikant in een militaire muziekkapel. Vervolgens studeerde hij aan de Universiteit van Noord-Texas in Denton en behaalde daar zijn Master of Music als uitvoerend trompettist. Aan deze universiteit was hij ook lid van de One O’Clock (Jazz) Lab Band, maar ook trompettist in het koperkwintet en het orkest van de Universiteit van Noord-Texas. 
Hij werd in 1971 docent voor muziekgeschiedenis, muziektheorie en trompet aan de Universiteit van Florida in Gainesville. Verder werkte hij als dirigent van de harmonieorkesten en de jazzband aan deze instelling. Van 1981 tot 2007 was hij hoofd van de Jazz Studies aan de universiteit. Hij was tweede directeur van de School of Music van de Universiteit van Florida en bleef in deze functie tot zijn pensionering in 2007. Hij is eveneens dirigent van het Alachua County Youth Orchestra. Langford is directeur van het Holiday Traditions Benefit Concert. 
Hij bewerkte rond 400 stukken voor de Marching Band van de universiteit met de bijnaam "Pride of the Sunshine". Daarnaast schreef hij ook eigen werken voor blaasorkesten, jazz-ensembles en kamermuziek. Bekend is vooral zijn concertmars March Fourth uit 1978. Hij is lid van de Florida Music Educators Association, de Florida Bandmasters Association en de International Association of Jazz Educators. Langford is een veel gevraagd jurylid bij wedstrijden en concoursen. 